# Cölpin
Cölpin – gmina w Niemczech, w kraju związkowym Meklemburgia-Pomorze Przednie, w powiecie Mecklenburgische Seenplatte, wchodzi w skład Związku Gmin Stargarder Land.

## Toponimia
Nazwa pochodzenia słowiańskiego, od połabskiego *kolp „łabędź”.